# Дез Уокър
Дезмънд Синклер „Дез“ Уокър (на английски: Desmond Sinclair 'Des' Walker) е бивш английски футболист, роден на 26 ноември 1965 г. в Лондон. Играе като централен защитник и е считан за един от най-добрите английски футболисти на този пост.
Започва професионалната си кариера в Нотингам Форест, където Брайън Клъф започва да го налага като титуляр въпреки че е все още едва на 18 години. Добрата форма на Уокър допринася за доброто класиране на отбора в първенството и спечелването на две последователни Купи на лигата. Той си спечелва и титулярно място в отбраната на националния отбор на Англия и участва във всичките седем мача на отбора на СП 1990 (отборът стига до полуфинал), както и на Евро 1992 (отпадане след груповата фаза). След Евро 1992 Уокър е закупен от Сампдория за 1,5 милиона паунда, но само след един сезон се завръща в Англия, преминавайки в Шефилд Уензди за 2,7 милиона паунда. Там той отново се превръща в любимец на феновете и става капитан на отбора. Освободен е през 2001 г., защото отборът се намира във финансова криза. След това Уокър тренира за кратко с Бъртън Албиън и взима участие в благотворителните мачове между Ню Йорк Метростарс и ДС Юнайтед след Атентатите от 11 септември 2001 г. През 2002 г. той се завръща в Нотингам Форест, който по това време се намира във втора дивизия.

## Успехи
Англия
- Световно първенство по футбол
  - Полуфиналист: 1990

 Нотингам Форест
- ФА Къп
  - Финалист: 1991
- Купа на лигата:
  - Носител: 1989, 1990
  - Финалист: 1992
- Фул Мембърс Къп:
  - Носител: 1989, 1992